# Болеславув (Нижньосілезьке воєводство)
Болеславув (пол. Bolesławów, нім. Wilhelmsthal) — село в Польщі, у гміні Строни-Шльонські Клодзького повіту Нижньосілезького воєводства.
Населення — 244 особи (2011).
У 1975-1998 роках село належало до Валбжиського воєводства.

## Демографія
Демографічна структура станом на 31 березня 2011 року:
|          | Загалом | Допрацездатний вік | Працездатний вік | Постпрацездатний вік |
| -------- | ------- | ------------------ | ---------------- | -------------------- |
| Чоловіки | 115     | 34                 | 75               | 6                    |
| Жінки    | 129     | 27                 | 76               | 26                   |
| Разом    | 244     | 61                 | 151              | 32                   |